# Lista chorążych państw uczestniczących w Zimowych Igrzyskach Olimpijskich 2010

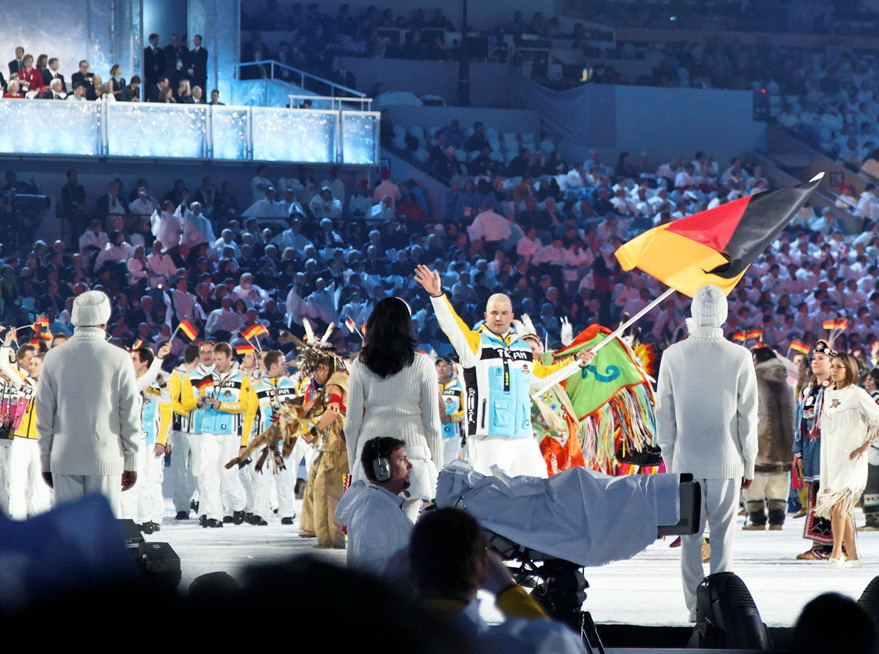
Niemcy i prowadzący André Lange.

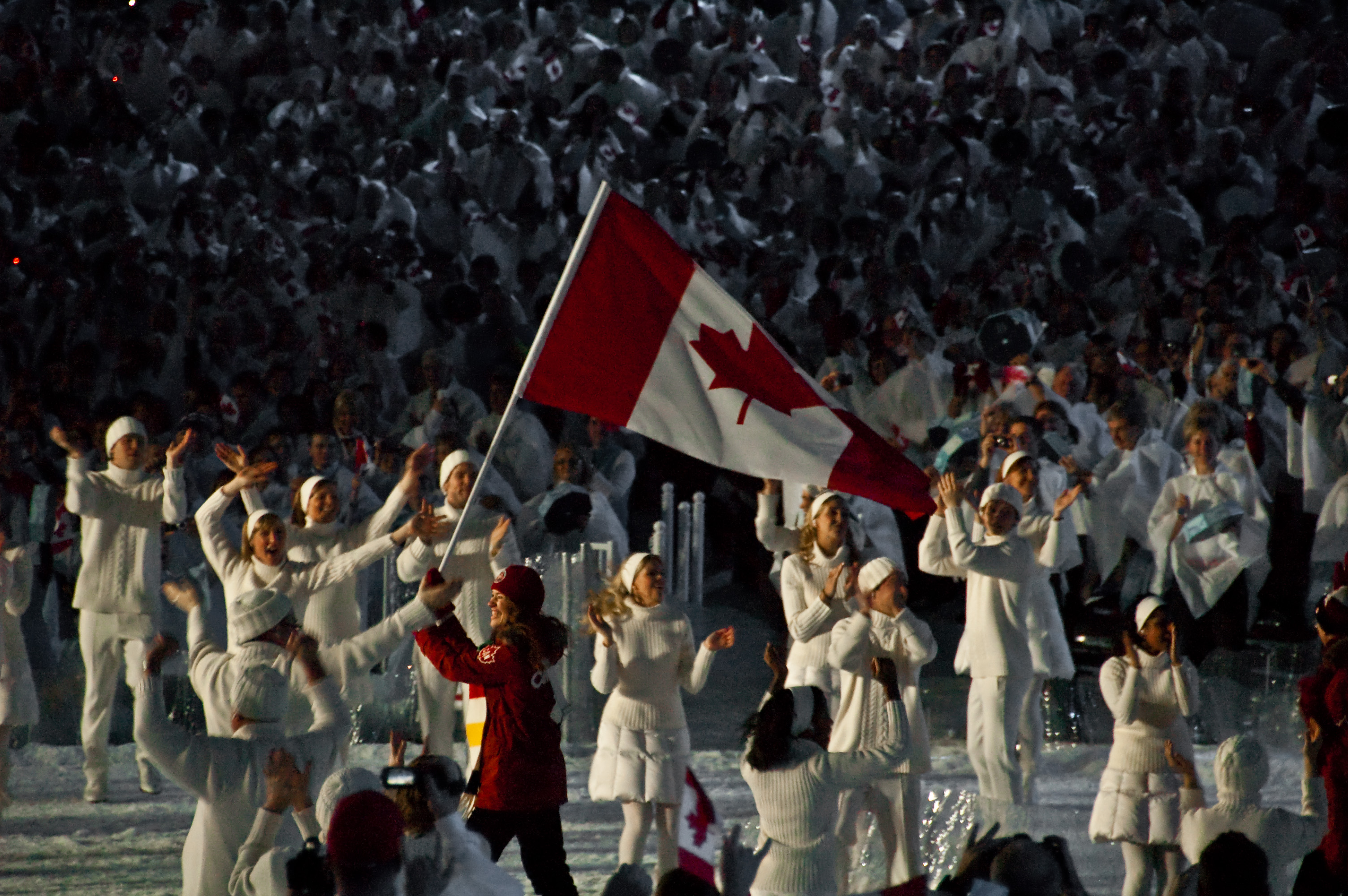
Kanadyjczycy i prowadząca Clara Hughes

Lista ta przedstawia chorążych państw uczestniczących w Zimowych Igrzyskach Olimpijskich w 2010 roku w Vancouver.
Tradycyjnie jako pierwsza na stadion weszła Grecja a ostatni gospodarz czyli Kanada.
Na stadion ekipy wchodziły w kolejności alfabetycznej języka angielskiego.
Po raz pierwszy w ceremonii otwarcia brały udział debiutujące na Zimowych Igrzyskach ekipy Czarnogóry, Ghany, Kajmanów, Pakistanu, Peru i Kolumbii.
Macedonia weszła na stadion jako 28 reprezentacja. Wystąpiła pod nazwą Macedonia, ale przez większość państw nazywana była Byłą Jugosłowiańską Republiką Macedonii.

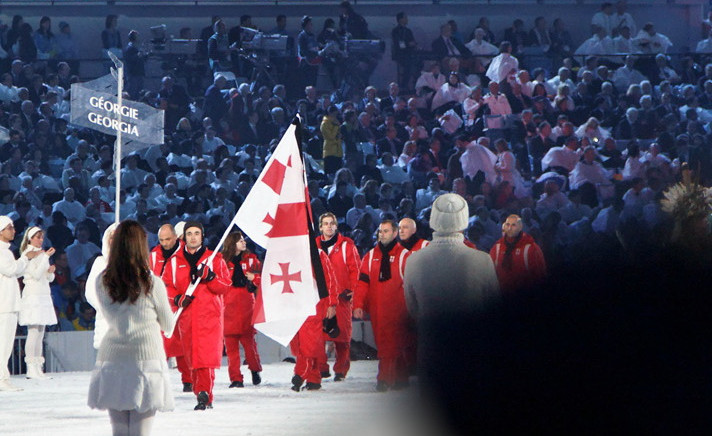
Gruzini i prowadzący Iason Abramaszwili

Gruzja, która weszła na stadion jako 30 reprezentacja niosła flagę przepasaną kirem, gdyż kilka godzin przed ceremonią otwarcia doszło do wypadku na torze saneczkowym, w którym śmierć poniósł Nodar Kumaritaszwili.
Po raz pierwszy od Igrzysk w roku 2006 na stadion oddzielnie weszły Korea Południowa oraz Korea Północna.
Polska weszła na stadion jako 63 reprezentacja. Chorążym polskiej ekipy był Konrad Niedźwiedzki.
Najliczniejszą ekipę stanowiły Stany Zjednoczone, które wystawiły aż 216 zawodników i zawodniczek.
Ekipę Kanady prowadziła łyżwiarka szybka Clara Hughes, która również uprawia zawodowo kolarstwo.
Irańska alpejka Marjan Kalhor, była pierwszą kobietą z tego kraju która wystąpiła na Zimowych Igrzyskach jednocześnie będąc chorążym Iranu.

## Lista
| Numer | Państwo                      | Chorąży                          | Dyscyplina            |
| ----- | ---------------------------- | -------------------------------- | --------------------- |
| 1     | Grecja                       | Atanasios Tsakiris               | Biathlon              |
| 2     | Albania                      | Erjon Tola                       | Narciarstwo alpejskie |
| 3     | Algieria                     | Mehdi-Selim Khelifi              | Biegi narciarskie     |
| 4     | Andora                       | Lluís Marín Tarroch              | Snowboard             |
| 5     | Argentyna                    | Cristian Javier Simari Birkner   | Narciarstwo alpejskie |
| 6     | Armenia                      | Arsen Nersisjan                  | Narciarstwo alpejskie |
| 7     | Australia                    | Torah Bright                     | Snowboard             |
| 8     | Austria                      | Andreas Linger i Wolfgang Linger | Saneczkarstwo         |
| 9     | Azerbejdżan                  | Fuad Guliyev                     | Szef misji            |
| 10    | Białoruś                     | Aleh Antonienka                  | Hokej na lodzie       |
| 11    | Belgia                       | Kevin Van Der Perren             | Łyżwiarstwo figurowe  |
| 12    | Bermudy                      | Tucker Murphy                    | Biegi narciarskie     |
| 13    | Bośnia i Hercegowina         | Žana Novaković                   | Narciarstwo alpejskie |
| 14    | Brazylia                     | Isabel Clark Ribeiro             | Snowboard             |
| 15    | Bułgaria                     | Aleksandra Żekowa                | Snowboard             |
| 16    | Kajmany                      | Dow Travers                      | Narciarstwo alpejskie |
| 17    | Chile                        | Jorge Mandrú                     | Narciarstwo alpejskie |
| 18    | Chiny                        | Han Xiaopeng                     | Narciarstwo dowolne   |
| 19    | Kolumbia                     | Cynthia Denzler                  | Narciarstwo alpejskie |
| 20    | Chorwacja                    | Jakov Fak                        | Biathlon              |
| 21    | Cypr                         | Christoforos Papamichalopulos    | Narciarstwo alpejskie |
| 22    | Czechy                       | Jaromír Jágr                     | Hokej na lodzie       |
| 23    | Korea Północna               | Ri Song-Chol                     | Łyżwiarstwo figurowe  |
| 24    | Dania                        | Sophie Fjellvang-Sølling         | Narciarstwo dowolne   |
| 25    | Estonia                      | Roland Lessing                   | Biathlon              |
| 26    | Etiopia                      | Robel Teklemariam                | Biegi narciarskie     |
| 27    | Finlandia                    | Ville Peltonen                   | Hokej na lodzie       |
| 28    | Macedonia                    | Antonio Ristevski                | Narciarstwo alpejskie |
| 29    | Francja                      | Vincent Defrasne                 | Biathlon              |
| 30    | Gruzja                       | Iason Abramaszwili               | Narciarstwo alpejskie |
| 31    | Niemcy                       | André Lange                      | Bobsleje              |
| 32    | Ghana                        | Kwame Nkrumah-Acheampong         | Narciarstwo alpejskie |
| 33    | Wielka Brytania              | Shelley Rudman                   | Skeleton              |
| 34    | Hongkong                     | Han Yue Shueng                   | Short track           |
| 35    | Węgry                        | Júlia Sebestyén                  | Łyżwiarstwo figurowe  |
| 36    | Islandia                     | Björgvin Björgvinsson            | Narciarstwo alpejskie |
| 37    | Indie                        | Shiva Keshavan                   | Saneczkarstwo         |
| 38    | Iran                         | Marjan Kalhor                    | Narciarstwo alpejskie |
| 39    | Irlandia                     | Aoife Hoey                       | Bobsleje              |
| 40    | Izrael                       | Alexandra Zaretsky               | Łyżwiarstwo figurowe  |
| 41    | Włochy                       | Giorgio Di Centa                 | Biegi narciarskie     |
| 42    | Jamajka                      | Errol Kerr                       | Narciarstwo dowolne   |
| 43    | Japonia                      | Tomomi Okazaki                   | Łyżwiarstwo szybkie   |
| 44    | Kazachstan                   | Dias Keneszew                    | Biathlon              |
| 45    | Korea Południowa             | Kang Kwang-Bae                   | Bobsleje              |
| 46    | Kirgistan                    | Dmitry Trelevski                 | Narciarstwo alpejskie |
| 47    | Łotwa                        | Martins Dukurs                   | Skeleton              |
| 48    | Liban                        | Chirine Njeim                    | Narciarstwo alpejskie |
| 49    | Liechtenstein                | Richard Wunder                   | Bobsleje              |
| 50    | Litwa                        | Irina Terentjeva                 | Biegi narciarskie     |
| 51    | Meksyk                       | Hubertus von Hohenlohe           | Narciarstwo alpejskie |
| 52    | Mołdawia                     | Victor Pînzaru                   | Biathlon              |
| 53    | Monako                       | Alexandra Coletti                | Narciarstwo alpejskie |
| 54    | Mongolia                     | Erdene-Ochir Ochirsuren          | Biegi narciarskie     |
| 55    | Czarnogóra                   | Bojan Kosić                      | Narciarstwo alpejskie |
| 56    | Maroko                       | Samir Azzimani                   | Narciarstwo alpejskie |
| 57    | Nepal                        | Daćhiri Śerpa                    | Biegi narciarskie     |
| 58    | Holandia                     | Timothy Beck                     | Bobsleje              |
| 59    | Nowa Zelandia                | Juliane Bray                     | Snowboard             |
| 60    | Norwegia                     | Tommy Jakobsen                   | Hokej na lodzie       |
| 61    | Pakistan                     | Muhammad Abbas                   | Narciarstwo alpejskie |
| 62    | Peru                         | Roberto Carcelén                 | Biegi narciarskie     |
| 63    | Polska                       | Konrad Niedźwiedzki              | Łyżwiarstwo szybkie   |
| 64    | Portugalia                   | Danny Silva                      | Biegi narciarskie     |
| 65    | Rumunia                      | Éva Tófalvi                      | Biathlon              |
| 66    | Rosja                        | Aleksiej Morozow                 | Hokej na lodzie       |
| 67    | San Marino                   | Marino Cardelli                  | Narciarstwo alpejskie |
| 68    | Senegal                      | Leyti Seck                       | Narciarstwo alpejskie |
| 69    | Serbia                       | Jelena Lolović                   | Narciarstwo alpejskie |
| 70    | Słowacja                     | Žigmund Pálffy                   | Hokej na lodzie       |
| 71    | Słowenia                     | Tina Maze                        | Narciarstwo alpejskie |
| 72    | Republika Południowej Afryki | Oliver Kraas                     | Biegi narciarskie     |
| 73    | Hiszpania                    | Queralt Castellet                | Snowboard             |
| 74    | Szwecja                      | Peter Forsberg                   | Hokej na lodzie       |
| 75    | Szwajcaria                   | Stéphane Lambiel                 | Łyżwiarstwo figurowe  |
| 76    | Chińskie Tajpej              | Ma Chih-hung                     | Saneczkarstwo         |
| 77    | Tadżykistan                  | Alisher Kudratov                 | Narciarstwo alpejskie |
| 78    | Turcja                       | Kelime Aydın                     | Biegi narciarskie     |
| 79    | Ukraina                      | Lilija Łudan                     | Saneczkarstwo         |
| 80    | Stany Zjednoczone            | Mark Grimmette                   | Saneczkarstwo         |
| 81    | Uzbekistan                   | Oleg Shamayev                    | Narciarstwo alpejskie |
| 82    | Kanada                       | Clara Hughes                     | Łyżwiarstwo szybkie   |